# Abandonados (película)
Abandonados es un film basado en hechos reales realizado en 2015 del género drama y supervivencia  neozelandés.

## Sinopsis
Cuatro amigos, Rick, John y Jim son amantes de la navegación que siendo capitaneados por Phil (Peter Feeney) se despiden de sus familias y amigos y parten en un trimarán de eslora corta llamado Rose-Noëlle desde Picton, en Nueva Zelandia a Tonga. La travesía debía durar dos semanas; pero en el trayecto, saliendo de las aguas de Nueva Zelandia, son embestidos por una sorpresiva ola gigante que los voltea dejando la quilla al aire y atrapados bajo cubierta. Dadas las circunstancias, el pronóstico de ser salvados es poco alentador sumiendo en la desesperanza a los náufragos. 
Mientras el hecho ocurre, se pierde toda comunicación con el resto del mundo y al pasar las semanas quedan abandonados por la civilización.  A partir de ese momento, los cuatro entusiastas amigos se transforman desde desesperados sobrevivientes que poco a poco y no sin dificultades en un equipo que van dejando sus falencias e intolerancias de lado y terminan uniendo sus talentos y habilidades en una lucha común contra la supervivencia en una embarcación volteada. 
La epopeya superará la capacidad humana para sobrevivir en el mar más allá de los pronósticos más conservadores llegando a 119 días, el mayor tiempo de supervivencia en el mar registrado.

## Reparto
| Actor            | Personaje                          |
| ---------------- | ---------------------------------- |
| Dominic Purcell  | James Nalepka                      |
| Peter Feeney     | John Glennie, owner of Rose-Noëlle |
| Owen Black       | Rick Hellriegel                    |
| Greg Johnson     | Phil Hoffman                       |
| Siobhan Marshall | Martha                             |
| Daniel Cleary    | Laing                              |
| Serena Cotton    | Heather                            |
| Rachel Nash      | Karen Hoffman                      |